# Hanzade Sultan (dcera Ahmeda I.)
Hanzade Sultan (1606 – 1650) byla osmanská princezna. Byla dcerou sultána Ahmeda I. a jeho manželky Mahfiruz Hatice Sultan, sestrou sultána Osmana II. a nevlastní sestrou sultána Murada IV. a Ibrahima I. a tetou sultána Mehmeda IV. Je známá především díky sňatku s Bayramem Pashou, který byl osmanským velkovezírem v letech 1637-8 (v letech 1626-8 byl osmanským guvernérem v Egyptě). Po jeho smrti se provdala za Nakkaşe Mustafu Pashu.

## Biografie
Byla jedinou dcerou sultána Ahmeda I. a jeho první manželky Valide, i když některé zdroje uvádí, že byla dcerou Kösem Sultan. Nicméně její jméno mohlo být zaměněno s Handan Sultan (* 1607), která byla skutečně dcerou Kösem. Měla čtyři bratry: Osmana II. (zemřel v roce 1622), prince Husajna (zemřel v roce 1617), prince Bayezida a prince Suleimana (oba popraveni 27. července 1635 sultánem Muradem IV). Měla také několik nevlastních bratrů, včetně sultánů Murada IV a Ibrahim I.
Po smrti sultána Ahmeda I. nastoupil na trůn jeho bratr Mustafa I., protože Ahmedovi potomci nebyli dost vyspělí na to, aby mohli vládnout. Hanzade proto společně s Kösem Sultan a jejími nevlastními sestrami pobývaly během Mustafovy vlády v exilu ve Starém paláci až do roku 1618, kdy nastoupil na trůn právoplatný dědic trůnu Osman II. S nástupem Osmana na trůn se stala novou Valide Sultan Mahfiruz Hatice. V roce 1623 byla Hanzade provdána za Bayrama Pashu a Osman jim věnoval velkolepé paláce jako svatební dar.
Toto manželství bylo v Osmanské dynastii velmi výjimečné, protože Bayram nezastával žádný vysoký post ve státní radě před uzavřením sňatku. Tím se tento sňatek lišil od sňatků sester Hanzade, které byly provdány za politickými účely za vysoce postavené muže. Osmanské princezny měly na rozdíl od ostatních muslimských žen větší práva. Směly být jedinou ženou svého muže, resp. jejich manžel nemohl více žen, jako ostatní muslimové. Pokud se tak stalo, mohly ženy zažádat o rozvod a jejich návrhům bylo vyhověno. Z politických důvodů bylo dost časté, že se princezny vdávaly 5–6krát za život. Největší rekord drží právě Hanzadenina sestra Gevherhan Sultan, která byla během svého života zasnoubena se třemi velkovezíry.
Důvodem pro tento sňatek bylo to, že Bayram byl velmi pohledný muž a Hanzade se do něj hluboce zamilovala. Osman jí v tomto vyhověl a provdal ji za něj. Po svatbě získal Bayram postavení ve vládě.